# アルゼンチンの島の一覧
アルゼンチンの島の一覧を示す。

## 一覧 (面積順)
※完全な一覧ではない。
| 順位 | 島名                                 | 面積(km2)             | 緯度経度                                                          |
| ---- | ------------------------------------ | --------------------- | ----------------------------------------------------------------- |
| 1    | フエゴ島                             | 18,507.3 (47,992 km2) | 南緯54度48分00秒 西経68度18分00秒 / 南緯54.80000度 西経68.30000度 |
| 2    | イスラス・デ・ラス・レチグアナス     | 2,500                 | 南緯33度26分00秒 西経59度42分00秒 / 南緯33.43333度 西経59.70000度 |
| 3    | ロス・エスタードス島                 | 534                   | 南緯54度47分00秒 西経64度15分00秒 / 南緯54.78333度 西経64.25000度 |
| 4    | グランデ・デ・チョエレ・チョエル島   | 330                   | 南緯39度22分02秒 西経65度43分00秒 / 南緯39.36722度 西経65.71667度 |
| 5    | プラトス島                           | 303.07                | 南緯34度01分04秒 西経58度40分34秒                                 |
| 6    | アピペ・グランデ島                   | 277.1                 | 南緯27度30分00秒 西経56度54分00秒 / 南緯27.50000度 西経56.90000度 |
| 7    | サン・ホセ島                         | 265.80                | 南緯31度50分16秒 西経58度10分10秒                                 |
| 8    | トリニダー島                         | 200.26                | 南緯39度07分56秒 西経61度58分19秒                                 |
| 9    | ボティハ島                           | 166.44                | 南緯33度52分23秒 西経59度01分12秒                                 |
| 10   | イスラ・デル・セリート（セリート島） | 164                   | 南緯27度17分00秒 西経58度37分00秒 / 南緯27.28333度 西経58.61667度 |
| 11   | クルス・チャリ島                     | 140                   | 南緯30度30分00秒 西経59度37分00秒 / 南緯30.50000度 西経59.61667度 |
| 12   | セサレス島                           | 89.95                 | 南緯40度18分12秒 西経62度19分57秒                                 |
| 13   | ベルメホ島                           | 74.44                 | 南緯39度02分00秒 西経61度59分35秒                                 |
| 14   | サンタ・ロサ島                       | 53.4                  | 南緯27度29分00秒 西経58度55分00秒 / 南緯27.48333度 西経58.91667度 |
| 15   | カンバクア島                         | 35.16                 | 南緯32度34分58秒 西経58度11分16秒                                 |
| 16   | エントレ・リオス島                   | 36                    | 南緯27度25分15秒 西経57度29分15秒 / 南緯27.42083度 西経57.48750度 |
| 17   | ウッド島                             | 31.21                 | 南緯39度12分07秒 西経62度09分25秒                                 |
| 18   | ビクトリア島                         | 31                    | 南緯40度57分11秒 西経71度32分17秒 / 南緯40.95306度 西経71.53806度 |
| 19   | フラメンコ島                         | 29.49                 | 南緯40度24分00秒 西経62度10分00秒                                 |
| 20   | ドローレス島                         | 27.62                 | 南緯32度39分36秒 西経58度09分43秒                                 |
| 21   | アピペ・チシ島（アピペ・チカ島）     | 23.8                  | 南緯27度33分56秒 西経56度43分37秒 / 南緯27.56556度 西経56.72694度 |
| 22   | ガブレ島                             | 22                    | 南緯54度53分00秒 西経67度29分00秒 / 南緯54.88333度 西経67.48333度 |
| 23   | サン・ロレンソ島                     | 15.41                 | 南緯32度57分22秒 西経58度08分16秒                                 |
| 24   | トバ島                               | 15                    | 南緯45度06分00秒 西経66度00分00秒 / 南緯45.10000度 西経66.00000度 |
| 25   | エンブド島                           | 14.15                 | 南緯38度58分00秒 西経62度09分00秒                                 |
| 26   | リカ島                               | 11.45                 | 南緯32度50分13秒 西経58度08分15秒                                 |
| 27   | コロン・グランデ島                   | 7.81                  | 南緯32度46分04秒 西経58度09分22秒                                 |
| 28   | サン・ペドロ島                       | 7.59                  | 南緯33度38分33秒 西経59度31分38秒                                 |
| 29   | アルセ島                             | 7                     | 南緯45度00分11秒 西経65度29分10秒 / 南緯45.00306度 西経65.48611度 |
| 30   | レオネス島                           | 6                     | 南緯45度03分02秒 西経65度36分06秒 / 南緯45.05056度 西経65.60167度 |
| 31   | オルガ島                             | 5.87                  | 南緯40度14分37秒 西経62度21分57秒                                 |
| 32=  | アリアドナ島                         | 5                     | 南緯39度14分54秒 西経62度00分45秒 / 南緯39.24833度 西経62.01250度 |
| 32=  | トビタ島                             | 5                     | 南緯45度06分46秒 西経65度57分05秒 / 南緯45.11278度 西経65.95139度 |
| 34   | Islas Caá Verá                       | 4.8                   | 南緯27度16分00秒 西経58度19分30秒 / 南緯27.26667度 西経58.32500度 |
| 35   | オブセルバトリオ島                   | 4                     | 南緯54度39分26秒 西経64度08分06秒 / 南緯54.65722度 西経64.13500度 |
| 36   | マルティン・ガルシア島               | 1.84                  | 南緯34度11分19秒 西経58度15分00秒 / 南緯34.18861度 西経58.25000度 |

## その他
- Isla de las Hermanas 南緯33度29分11秒 西経59度57分00秒
- Isla del Jabalí 南緯40度35分41秒 西経62度12分37秒
- Isla Gama 南緯40度30分09秒 西経62度12分06秒
- Isla Creek 南緯40度15分20秒 西経62度04分40秒
- Islas de los Riachos 南緯40度10分58秒 西経62度07分21秒
- オヤルビデ島（スペイン語版） 南緯34度12分08秒 西経58度18分33秒
- イスラス・ソリス（スペイン語版） 南緯34度13分58秒 西経58度19分36秒
- サン・ルカス・グランデ島（セブアノ語版） 南緯28度08分25秒 西経55度34分51秒
- グルーポ・デ・ラ・イスラ・グランデ（Grupo de la Isla Grande） 南緯25度32分01秒 西経54度06分40秒
- Isla del Paraguayo 南緯33度07分09秒 西経60度27分46秒